# Жртве у Другом светском рату
Сматра се да је у Другом светском рату страдало најмање 55 милиона а највише 85 милиона људи. Због те сразмере Други светски рат се често наводи и као пример тоталног рата. Број рањених био је вишеструко већи, што овај рат чини најкрвавијим сукобом у историји човечанства.

## Жртве холокауста и геноцида
Оно по чему се Други светски рат разликује од дотадашњих ратова јесу логори смрти, уништавање читавих етничких заједница, депортације и одвођење на присилни рад и пресељење. Немачки окупаторски систем био је посебно окрутан у Пољској, СССР и у Србији.
Црвена армија 27. јануара 1945. ослободила је заробљенике из нацистичког логора смрти Аушвиц у Пољској, затекавши тамо свега 7.000 преживелих. Само у Аушвицу (на немачком коначно решење, зато што је у њему решено Јеврејско питање) убијено је око 1,5 милиона људи. Овај дан се обележава као Дан Холокауста.
Тачан број умрлих у логорима није познат, али се сматра да је већи од шест милиона. Већином су то Јевреји, али било је и Рома, хомосексуалаца и осталих које су нацисти сматрали непожељним или нижим расама, као што су Словени, припадници покрета отпора из окупираних земаља.

## Страдања у рату
| Држава               | Настрадали војници | Настрадали цивили | Проценат настрадалог становништва |
| Пољска               | 300.000            | 5.700.000         | 18%                               |
| СССР                 | 8.600.000          | 16.000.000        | 14%                               |
| Југославија          | 300.000            | 1.200.000         | 10,6%                             |
| Нацистичка Немачка   | 4.000.000          | 2.000.000         | 8%                                |
| Грчка                | 74.000             | 390.000           | 7%                                |
| Јапан                | 1.950.000          | 680.000           | 4,5%                              |
| Француска            | 290.000            | 290.000           | 1,5%                              |
| Италија              | 280.000            | 160.000           | 1,2%                              |
| Уједињено Краљевство | 270.000            | 115.000           | 1%                                |
| САД                  | 300.000            | 0                 | 0,2%                              |

## Цивили и ратни заробљеници које су убили нацисти
| Настрадали                            | Број настрадалих |
| Совјетски заробљеници                 | 3.500.000        |
| Настрадали у концентрационим логорима | 1.100.000        |
| Роми                                  | 240.000          |
| Јевреји                               | 6.000.000        |

## Број убијених Јевреја
| Где су убијени                      | Број          |
| У гетоима                           | 800.000       |
| У концентрационим и радним логорима | 1.300.000     |
| Логорима смрти                      | 2.700.000     |
| Ван логора                          | преко 300.000 |

## Проценат убијених Јевреја
| Држава    | Проценат убијених Јевреја |
| Немачка   | 50%                       |
| Аустрија  | 83%                       |
| Данска    | 1%                        |
| Француска | 28%                       |
| Пољска    | 89.5%                     |